# Gian Paolo Dulbecco
 (juin 2016).
Si vous disposez d'ouvrages ou d'articles de référence ou si vous connaissez des sites web de qualité traitant du thème abordé ici, merci de compléter l'article en donnant les références utiles à sa vérifiabilité et en les liant à la section « Notes et références ».
Pour les articles homonymes, voir Dulbecco.
Gian Paolo Dulbecco (né à La Spezia en 1941) est un peintre italien contemporain.

## Biographie
Gian Paolo Dulbecco a vécu à La Spezia jusqu'en 1958, quand sa famille s’établit à Milan. Il montre une belle aptitude pour le dessin dès son plus jeune âge et consacre aussi une grande partie de son temps à la peinture  avec un parcours autodidacte.
Après avoir étudié à l'École polytechnique de Milan, tout en continuant à peindre avec passion, il voyage en Europe avant de s'établir à Rome et puis encore à Milan en 1970.
Après une première période pendant laquelle son art s'empreint d'expressionnisme, sa maturation d'artiste lui permet de se tourner vers de modes et de compositions qui s'inspirent de la peinture métaphysique et du réalisme magique.

Il y fait référence à la tradition picturale de la fin du Quattrocento et rend hommage à l'apport d'Arturo Martini, Antonio Donghi et Gianfilippo Usellini.
Les principaux thèmes de son univers  sont la littérature, les voyages, ainsi que les liaisons entre poésie, musique et mythologie : Atlantide, Les cages mystérieuses, La lutte avec les ombres, les Tarots.
Ses activités se partagent entre l'Italie, à Monza et la Suisse, à Villars.

## Expositions
- 1983 : Galleria Baguttino, Milan
- 1985 : Galleria Arno, Florence
- 1987 : Art sacré, Basilique de St.Simpliciano, Milan
- 1992 : Art & Tabac, sous la direction de Pierre Restany, Rome, Vienne, Amsterdam
- 1995 : Galerie Blasiushof, Freiburg, Allemagne
- 1996 : Moran Gallery, Londres
- 1994 : Galerie Artesse, Yokohama
- 1999 : Galerie Kai, Tokyo
- 2000 : Dipinti, Galleria Paracelso, Bologne
- 2001 : Galerie Daimaru, Tokyo
- 2002 : Utopiche alchimie, Pinacoteca del Duomo di Ravello, Ravello
- 2004 : Galleria Cancelliere, Messine
- 2006 : Museo della Permanente, Milan
- 2008 : Lilly Zeligman Gallery, Laren, Hollande
- 2009 : Galerie Zabbeni, Vevey, Suisse
- 2010 : Il vizio di dipingere, Galleria Sartori, Mantoue
- 2010 : Il sogno, la magia e altre storie, Galleria Monteleone, Palerme
- 2011 : Sulle tracce della fantasia, Galleria Le Muse, Andria
- 2012 : Dopo de Chirico, metaphysische Malerei der Gegenwart in Italien, Panorama Museum, Bad Frankenhausen, Allemagne
- 2013 : Sentieri segreti, Galleria Monteleone, Palerme
- 2014 : Energia per la vita, Museo della Permanente, Milano
- 2015 : Il posto delle favole, Galleria Sartori, Mantoue
- 2016 : The Art of Humanity at The Pratt Institute, Pratt Institute, New York

## Œuvres dans collections publiques
- Centre d'art fantastique du château de Gruyères, (Suisse)
- Panorama Museum, Bad Frankenhausen, (Allemagne)
- Städtische Sammlung Bayreuth, (Allemagne)
- Aoyama The Tower, Tokyo
- Collection Cartier, (Milan )
- Collection de la Région Lombardie, Palazzo Lombardia, (Milan)
- Église de Sainte Gemma Galgani, Chemin de croix, (Monza)
- Musée Collection Paul VI, Concesio (Brescia)
- Musée Gonzaga, (Mantoue)
- Collection d'Art religieux moderne des Musées du Vatican, Rome
- Musée des Tarots, Riola di Vergato, (Bologne)
- Pinacotèque de la Province de Palerme, (Palerme)
- Museo Nazionale dei Trasporti, (La Spezia)